# Jane Lindskold
Jane M. Lindskold (* 15. Juni 1962 in Washington, D.C.) ist eine US-amerikanische Science-Fiction- und Fantasyautorin. Sie wurde als ältestes von vier Geschwistern in Washington, D.C. geboren und verbrachte ihre Kindheit dort und an der Chesapeake Bay. Später studierte sie an der kirchlichen Fordham University in New York City und erwarb einen Doktorgrad in Englisch (Mittelalter, Renaissance und moderne britische Literatur). Ihre ersten Kurzgeschichten veröffentlichte sie 1992; im Dezember 1994 erschien ihr erstes Buch Brother to Dragons, Companion to Owls.
Jane Lindskold lebt in Albuquerque, New Mexico.

## Bibliographie

### Deutsche Übersetzungen
Mit Ausnahme vom Buch Roger Zelazny’s Am Ende aller Märchen, an welchem Jane Lindskold mitwirkte, sind bisher (April 2025) nur Werke innerhalb der Honor Harrington Serie von David Weber auf Deutsch erschienen; drei Kurzgeschichten im Rahmen der Anthologien sowie zwei Bücher (zusammen mit David Weber) innerhalb der Prequelserie Star Kingdom.

#### Kurzgeschichten
- Das Gambit der Königin. In: Die Baumkatzen von Sphinx. (2001) (Original: Queen’s Gambit. In: Worlds of Honor. (1998)) ISBN 3-404-23247-X.
- Ins Gelobte Land. In: Die Spione von Sphinx. (2003) (Original: Promised Land. In: Service of the Sword. (2003)) ISBN 3-404-23287-9.
- Ruth. In: Die Feuertaufe. (2012) (Original: Ruthless. In: In Fire Forged. (2011)) ISBN 978-3-404-20662-9.

#### Star Kingdom
Zusammen mit David Weber, welcher den ersten Band A Beautiful Friendship alleine verfasste, schrieb sie die folgenden vier Bände der Jugendbuchserie Star Kingdom in David Webers Honor Harrington Welt, wovon zwei auf Deutsch übersetzt wurden. 
- Fire Season. Baen, 2012, ISBN 978-1-4516-3840-0.
  - Flammenzeit. Bastei Lübbe, 2015, Übersetzer Ulf Ritgen, ISBN 978-3-404-20802-9.
- Treecat Wars. Baen, 2013, ISBN 978-1-4516-3933-9.
  - Krieg der Baumkatzen. Bastei Lübbe, 2015, Übersetzer Ulf Ritgen, ISBN 978-3-404-20808-1.

### Nicht auf Deutsch übersetzt
Neben den oben genannten übersetzten Werken erschienen in der Honor Harrington Serie zwei weitere Bücher: A New Clan (Baen, 2022, ISBN 978-1-982191-89-4) und Friends Indeed (Baen, 2025, ISBN 978-1-6680-7245-5) sowie die Kurzgeschichte: Deception on Gryphon in der Anthologie What Price Victory? (Baen, 2023, ISBN 978-1-982192-41-9).
Weitere Werke:

#### The Athanor series
- Changer. Avon Eos, 1998, ISBN 0-380-78849-7.
- Legends Walking. Avon Eos, 1999, ISBN 0-380-78850-0.

#### The Firekeeper Saga
- Through Wolf’s Eyes. Tor, 2001, ISBN 0-312-87427-8.
- Wolf’s Head, Wolf’s Heart. Tor, 2002, ISBN 0-312-87426-X.
- The Dragon of Despair. Tor, 2003, ISBN 0-7653-0259-4.
- Wolf Captured. Tor, 2004, ISBN 0-7653-0936-X.
- Wolf Hunting. Tor, 2004, ISBN 0-7653-1288-3.
- Wolf’s Blood. Tor, 2007, ISBN 978-0-7653-1480-2.
- Wolf’s Search. Obsidian Tiger Books, 2019, ISBN 978-1-07-835050-1.
- Wolf’s Soul. Obsidian Tiger Books, 2020, ISBN 979-8-6283-4020-2.

#### Breaking the Wall
- Thirteen Orphans. Tor, 2008, ISBN 978-0-7653-1700-1.
- Nine Gates. Tor, 2009, ISBN 978-0-7653-1701-8.
- Five Odd Honors. Tor, 2010, ISBN 978-0-7653-1702-5.

#### Artemis
- Artemis Awakening. Tor, 2014, ISBN 978-0-7653-3710-8.
- Artemis Invaded. Tor, 2015, ISBN 978-0-7653-3711-5.

#### Over Where
- Library of the Sapphire Wind. Baen, 2022, ISBN 978-1-982125-91-2.
- Aurora Borealis Bridge. Baen, 2022, ISBN 978-1-982126-02-5.
- House of Rough Diamonds. Baen, 2023, ISBN 978-1-982192-89-1.

#### Einzelbände
- Brother to Dragons, Companion to Owls. AvoNova, 1994, ISBN 0-380-77527-1.
- Marks of Our Brothers. AvoNova, 1995, ISBN 0-380-77847-5.
- The Pipes of Orpheus. AvoNova, 1995, ISBN 0-380-77848-3.
- Smoke and Mirrors. AvoNova, 1996, ISBN 0-380-78290-1.
- Roger Zelazny and Jane Lindskold’s Chronomaster. Proteus / Prima Publishing, 1996, ISBN 0-7615-0422-2.
- When the Gods are Silent. AvoNova, 1997, ISBN 0-380-78848-9.
- Donnerjack. Avon Books, 1997, ISBN 0-380-97326-X (mit Roger Zelazny)
- Lord Demon. Avon Eos, 1999, ISBN 0-380-97333-2 (mit Roger Zelazny)
- The Buried Pyramid. Tor, 2004, ISBN 0-7653-0260-8.
- Child of a Rainless Year. Tor, 2005, ISBN 0-7653-0937-8.
- Asphodel. Obsidian Tiger Books, 2018, ISBN 978-1-982008-31-4.

Darüber hinaus sind von Lindskold einige Sachbücher erschienen. 1993 erschien eine Biografie über Roger Zelazny. 1996 schrieb sie zusammen mit Zelazny eine Anleitung zum Computerspiel Chronomaster, an welchem sie bereits zusammen die Handlung und einen Roman zum Spiel geschrieben hatten. 2014 erschien ein Buch über die Arbeit als Schriftsteller.
- Roger Zelazny. Twayne Pub, 1993, ISBN 0-8057-3953-X.
- Chronomaster: The Official Strategy Guide. Prima Publishing, 1996, ISBN 0-7615-0413-3.
- Wanderings on Writing. CreateSpace, 2014, ISBN 978-1-5029-3915-9.